# Carl-Gunne Fälthammar
Carl-Gunne Fälthammar (1931, Markaryd, Suecia) es un profesor emérito en el Instituto Real de Tecnología de Estocolmo, especializado en física del plasma y el espacio en la escuela de ingeniería eléctrica. Desde 1975 ha sido el sucesor de Hannes Alfvén como profesor de física del plasma.

## Educación
En 1956 obtiene el diploma sueco equivalente a la Maestría (civilingenjör), y en 1960 el equivalente al Doctorado (Tekn. lic.), en 1966 la posición de docente (aproximadamente Profesor Asociado), todos del "Real Instituto de Tecnología de Suecia".

## Carrera
De julio de 1967 a junio de 1997, Fälthammar lideró la División de física del plasma del laboratorio Alfvén. En 1969, se convirtió en Profesor asociado de física del plasma en el Instituto Real de Tecnología, y en 1975 reemplazó a Hannes Alfvén como profesor de física del Plasma allí.
Su investigación incluye electrodinámica del plasma, con aplicación al espacio y al plasma astrofísico, especialmente en el contexto de la aurora y la física de la magnetósfera. También es editor asociado de la revista "Astrophysics and Space Science" (Ciencia Astrofísica y Espacial).

## Premios
En 1989, fue premiado con el grado de Doctor Honorario por la Facultad de Ciencias de la Universidad de Oulu, Finlandia. También recibió el premio Golden Badge de la Sociedad Geofísica Europea y el premio "Ciencias Básicas" de la Academia Internacional de Astronáutica. En 1998 fue premiado con la medalla "Hannes Alfvén" de la Sociedad Geofísica Europea en reconocimiento de sus servicios como Editor de la revista Annales Geophysicae (Anales de geofísica).

## Publicaciones
- Trabajos listados en el Sistema astrofísico de datos de NASA/Smithsonian (ADS).

### Libros
- Magnetospheric Physics - Achievements and prospects (1993) co-authored with Bengt Hultqvist, Plenum Publ. Co. Ltd., London, UK, 1990, 190 pp.. ISBN 0-306-43804-6.
- Cosmical electrodynamics: fundamental principles (Electrodinámica cósmica: principios fundamentales), 1962, coautor con Hannes Alfvén, Clarendon Press, Oxford.